# Blåvand
Blåvand is een badplaats in Denemarken aan de westkust van Jutland, op het schiereiland Skallingen ten noordwesten van Esbjerg. 
De plaats ligt tussen de bossen en de duinen in en trekt daarom natuurliefhebbers aan. Er zijn ook enkele 'attracties' in het dorp te vinden zoals de minidierentuin Blåvand Zoo, een vuurtoren en de oudste snoepfabriek van Denemarken, tevens een ijssalon. Er is een kaarsenwinkel in het dorp waar men zelf kaarsen kan maken. Even buiten het dorp bevinden zich een wellness-centrum, een tropisch zwembad en een golfbaan (Blåvandshuk Golfbane). Het dorp is vooral bij toeristen in trek vanwege het strand. Dit strand heeft een blauwe vlag wat betekent dat het als schoon en goed onderhouden te boek staat. Op het strand wordt barnsteen gevonden, waarvan in lokale souvenirwinkeltjes sieraden te koop zijn.

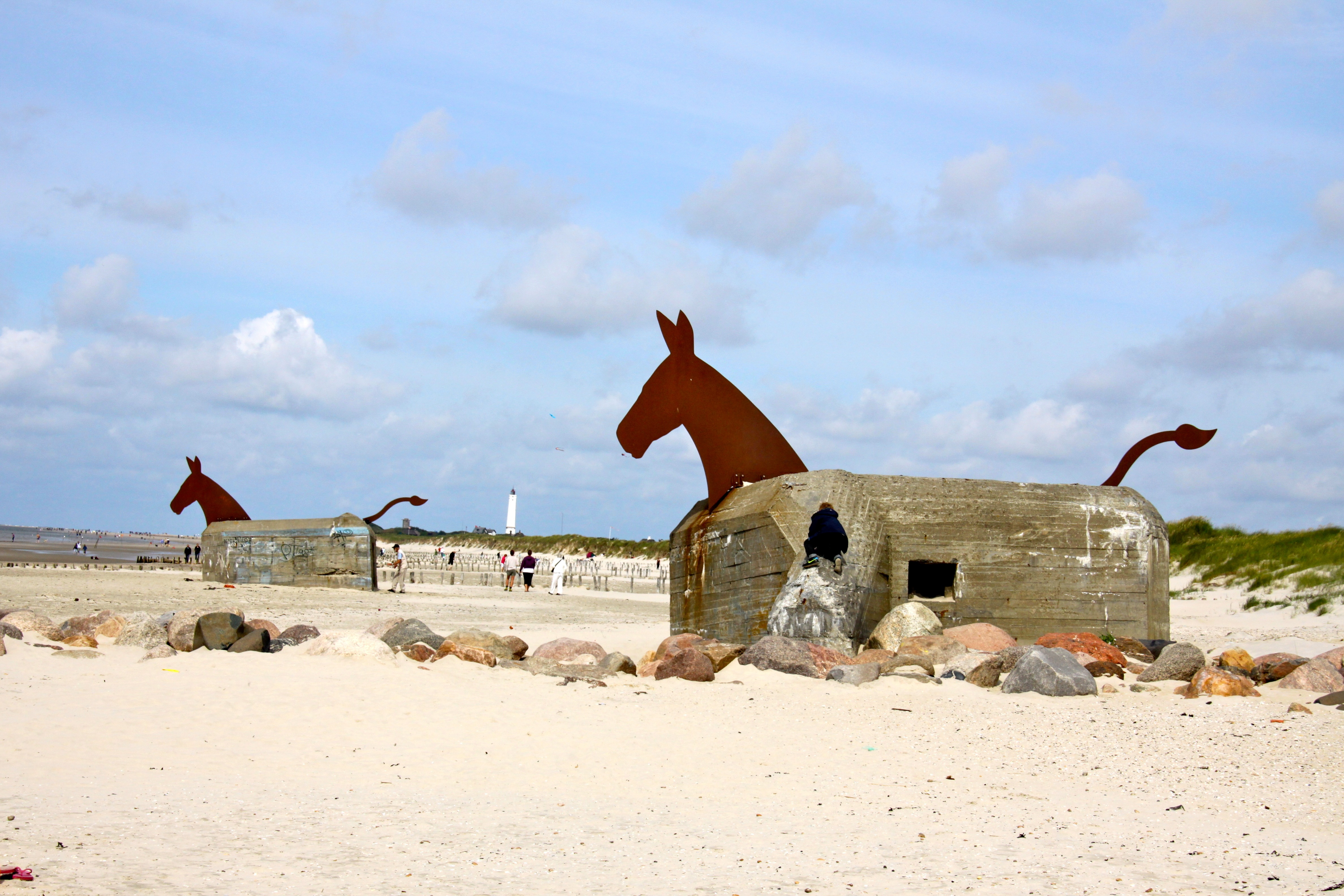
Bunkers op het strand

Langs het strand zijn verschillende bunkers te vinden die stammen uit de Tweede Wereldoorlog en onderdeel vormden van de Atlantikwall. Meerdere van deze bunkers zijn in 1995 door de Engelse kunstenaar Bill Woodrow gedecoreerd met ijzeren ezelhoofden (de ezel staat hier symbool voor de vrede, omdat deze zich niet kunnen voortplanten) en staarten. 